# 古爾貝內區
古爾貝內區是拉脫維亞東北部的一個已废置的區份。面積1,873平方公里。人口28,998人。区府古爾貝內。下分1市13村。
拉脫維亞於2009年撤销了所有的区份，并改制为市镇。